# Katedra w Königslutter am Elm
Katedra w Königslutter am Elm (niem. Kaiserdom St Peter und Paul) – romański kościół klasztorny w Königslutter am Elm w Dolnej Saksonii (Niemcy).
Świątynia ufundowana została w 1135 przez cesarza Lotara III (1075–1137). Obok znajduje się dawny klasztor benedyktynów. Patronami katedry są apostołowie Piotr i Paweł. Jest to przykład architektury romańskiej w Niemczech. Jedna z siedmiu katedr cesarskich, choć de facto świątynia nigdy nie pełniła funkcji kościoła katedralnego.

## Dzieje
Kościół i położona w Dolnej Saksonii miejscowość Königslutter am Elm mają odległą metrykę. W XI wieku istniał tu kościół kanonicki (kolegiata) ufundowany przez grafów z pobliskiego Haldensleben w XI w.
W roku 1135 do miejscowości przybył cesarz Lotar III, który od 1125 był królem Niemiec, zaś od 1133 cesarzem rzymskim. Władca ufundował nowy wielki kościół i przylegający do niego klasztor dla sprowadzonych tu benedyktynów. Według źródeł cesarz władał rozległymi majątkami ziemskimi, w ich skład wchodziły obszary położone nad rzeką Elm. Dwa lata po wydaniu aktu fundacyjnego kościoła cesarz zmarł w Tyrolu podczas powrotnej podróży z Italii. Pochowany został w kościele, który wówczas był jeszcze w trakcie budowy.
Dzięki sprowadzonym tutaj licznym relikwiom świątynia stała się celem licznych pielgrzymek i znacznym ośrodkiem kultu religijnego. Kulminacyjnym dniem w roku liturgicznym był 29 czerwca, święto Apostołów Piotra i Pawła. Pielgrzymi przybywali do Königslutter z różnych miejsc Świętego Cesarstwa, przede wszystkim z Saksonii, Dolnej Nadrenii i Turyngii. Budowę opactwa ukończono w 1170 w dobie panowania saskiego księcia Henryka Lwa. Königslutter wchodził w skład utworzonego przez Welfa księstwa. Nota bene, w kościele pochowano także ojca Henryka Lwa – Henryka Pysznego (zm. w 1139) oraz żonę Lotara III – Rychezę (zm. 1140).

### Architektura
Świątynia jest trójnawową bazyliką z transeptem, oraz westwerkiem. Prezbiterium kościoła jest trójnawowe, każdą nawę zamyka półkolista apsyda. Podobne absydy przylegają do wschodnich ścian transeptu. Wnętrze kościoła nakryte jest sklepieniem krzyżowo-kolebkowym, które spoczywa na masywnych konsolach wmurowanych w lico ścian. Konsole są barokowe, mają formę masek figuralnych. Zgodnie z architekturą katedr cesarskich zastosowano system wiązany – jednemu przęsłu nawy głównej odpowiadają dwa przęsła naw bocznych. Podział na przęsła został uwydatniony za pomocą gurtów. Arkady międzynawowe wsparte są na filarach o prostokątnym rzucie. Na skrzyżowaniu naw wznosi się oktogonalna wieża z ostrosłupowym hełmem.
Architektura elewacji zewnętrznych charakteryzuje się surowością. Wykonane z ciosu gładkie ściany przeprute są jednolitymi półkoliście zamkniętymi oknami. Zwieńczony dwoma wieżami kubiczny masyw zachodni ma jedynie trzy niewielkie okna od strony zachodniej. W przeciwieństwie do westwerku, elewacje zewnętrzne części wschodniej kościoła posiadają dekorację rzeźbiarską. Pod gzymsami znajdują się fryzy arkadowe, w przypadku absydy prezbiterium poniżej okien znajduje się fryz arkadowy ozdobiony konsolami w kształcie głów zwierzęcymi. Pod arkadami płaskorzeźbione reliefy o tematyce bukolicznej i łowieckiej.
Do kościoła prowadzą dwa portale – północny, prowadzący do transeptu oraz południowy zwany jako Portal Lwów, który jest głównym, reprezentacyjnym wejściem do świątyni. Nazwę swą zawdzięcza dwóm rzeźbionym lwom które dźwigają kolumny na których wsparta jest trójlistna arkada portalu.
Kościół wchodzi w skład dawnego opactwa Benedyktynów, które tworzy zabudowa skupiona wokół czworobocznego wirydarza. Zachowały się romańskie krużganki w zachodnim i północnym skrzydle. Krużganki skrzydła północnego składają się z dwóch naw. Sklepienie krzyżowo-kolebkowe wsparte jest na filarach, które wystawiają ważne świadectwo w rzeźbie romańskiej. O ile ich bazy są jednolite, dekoracja trzonów i kapiteli cechuje zróżnicowanie i bogactwo form. Typowe dla architektonicznej rzeźby romańskiej kapitele z impostami mają formę kostkową (powszechna w sztuce saskiej), nawiązującą do antycznych porządków gł. korynckiego, oraz kielichową. Na ich powierzchni zostały wyrzeźbione reliefy o motywach  zoomorficznych (ptaki, smoki, gryfy), florystycznych (liście palmety, akantu, kwiaty) oraz ornamentalnych. Plastyczny sposób dekoracji zastosowano na trzonach, począwszy od klasycznych kanelurów  poprzez motywy plecionkowe, geometryczne, po formy spiralne, niektóre wzbogacone są stylizowanymi kwiatami i liśćmi. Ozdobne kapitele wieńczą półfilary przylegające do arkad krużganków, w arkadach umieszczono okna. Niektóre wsporniki dźwigają figury atlantów. Skromna architektura cechuje pozostałe elementy zabudowań klasztornych, m.in. pomieszczenie do chrztów, gdzie zachowały się relikty pisciny.

### Galeria zdjęć

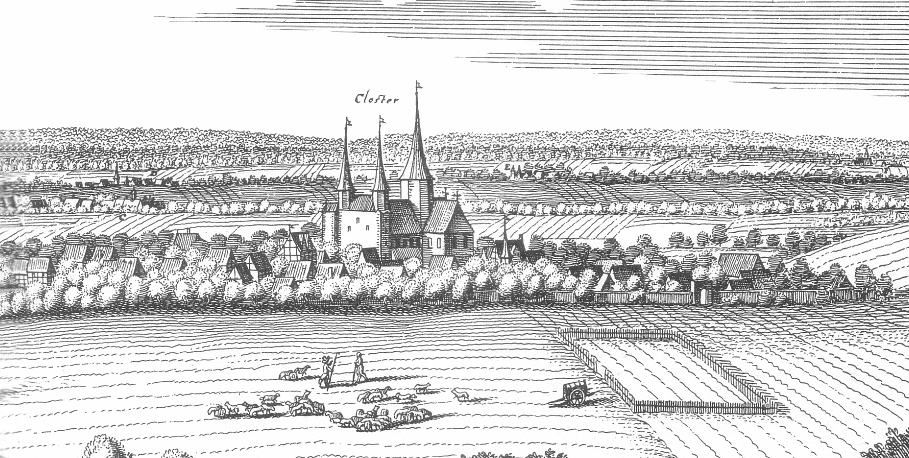
Widok opactwa w Königslutter według ryciny Matthäusa Meriana
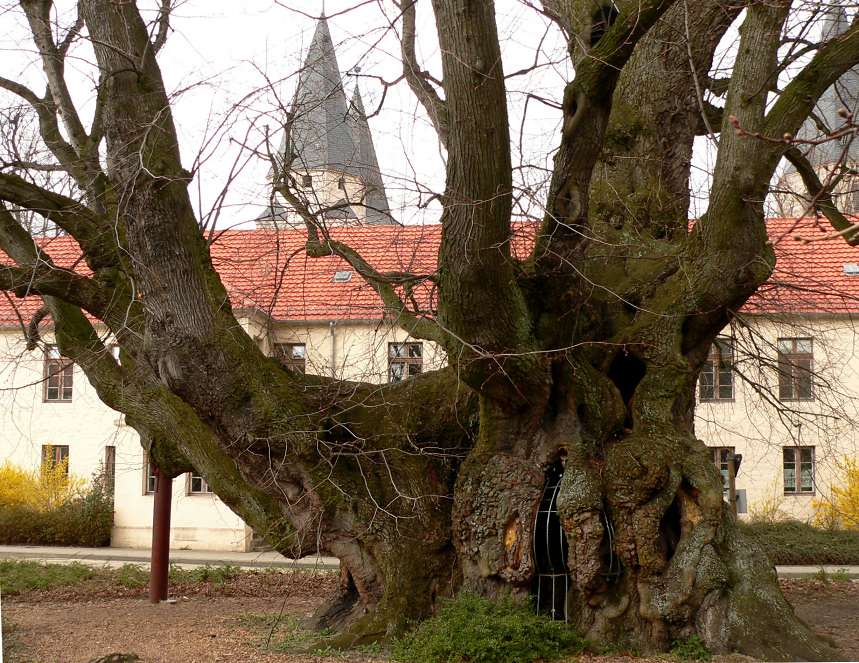
Lipa Lotara III. W głębi opactwo z kościołem
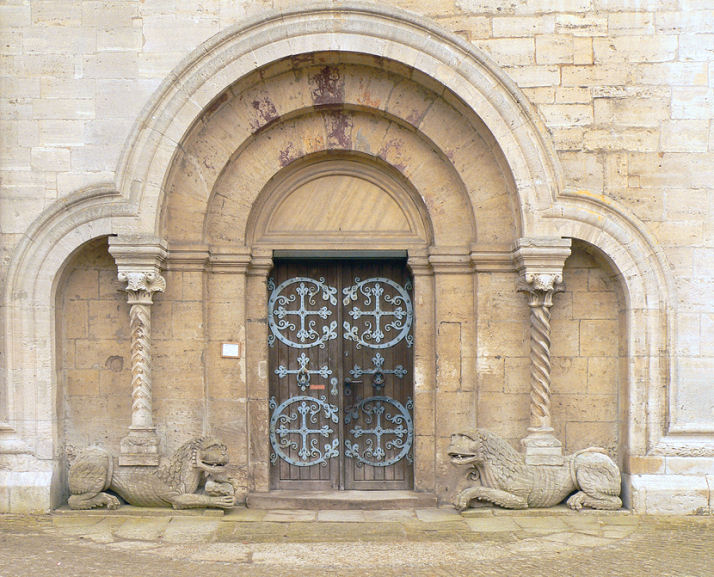
Portal wejściowy
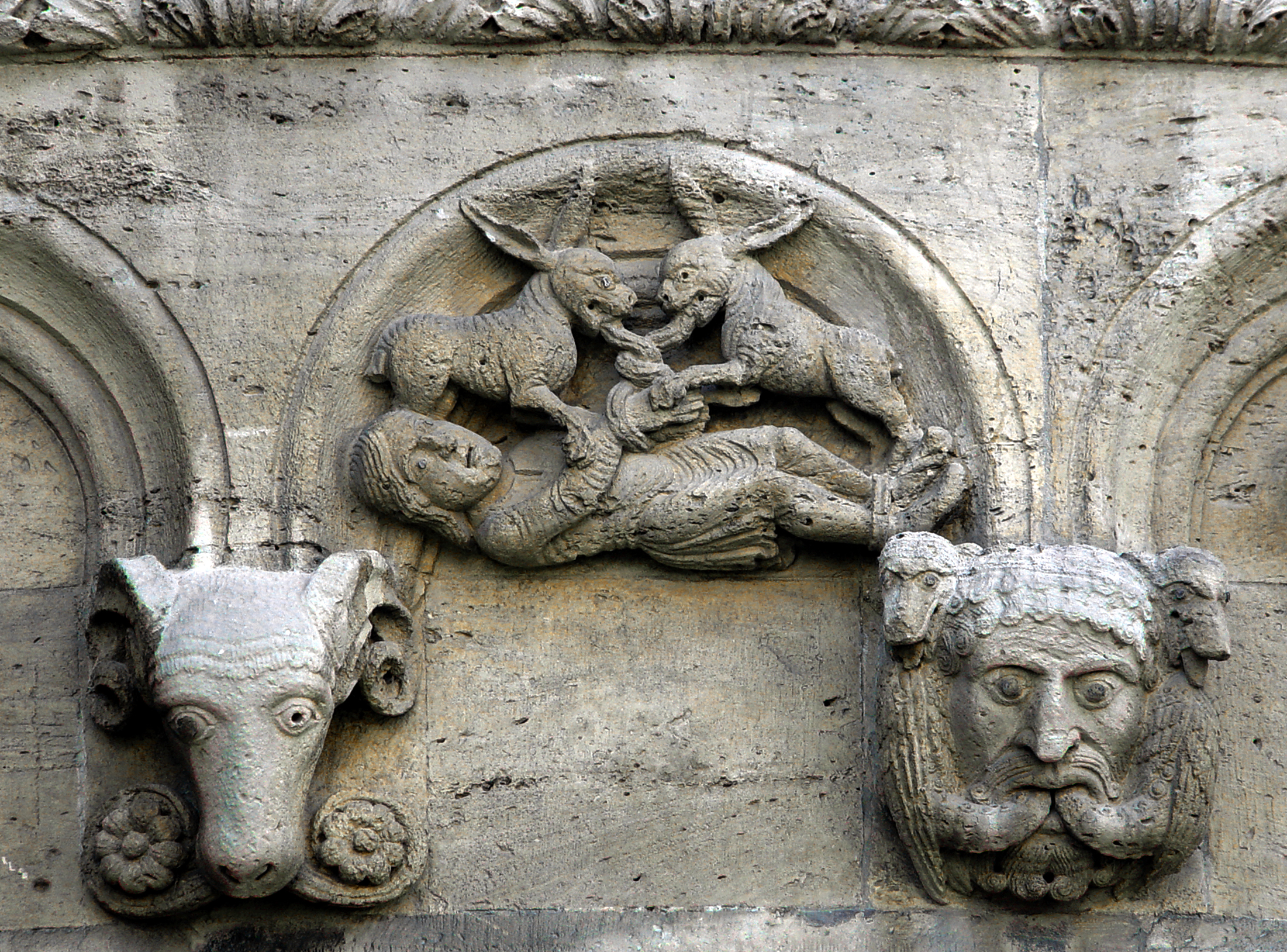
Fragment tzw. Fryzu Polowań

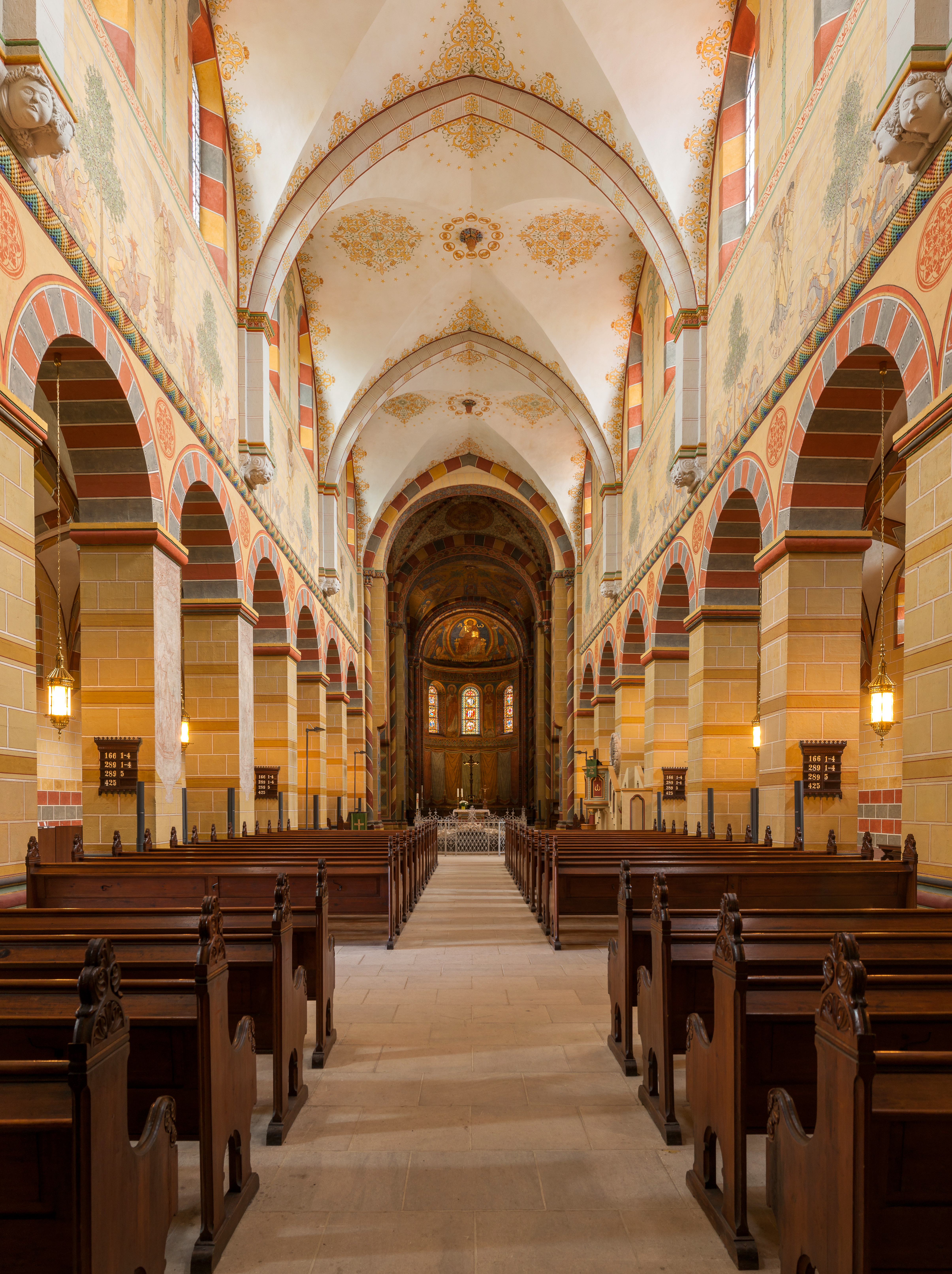
Wnętrze katedry
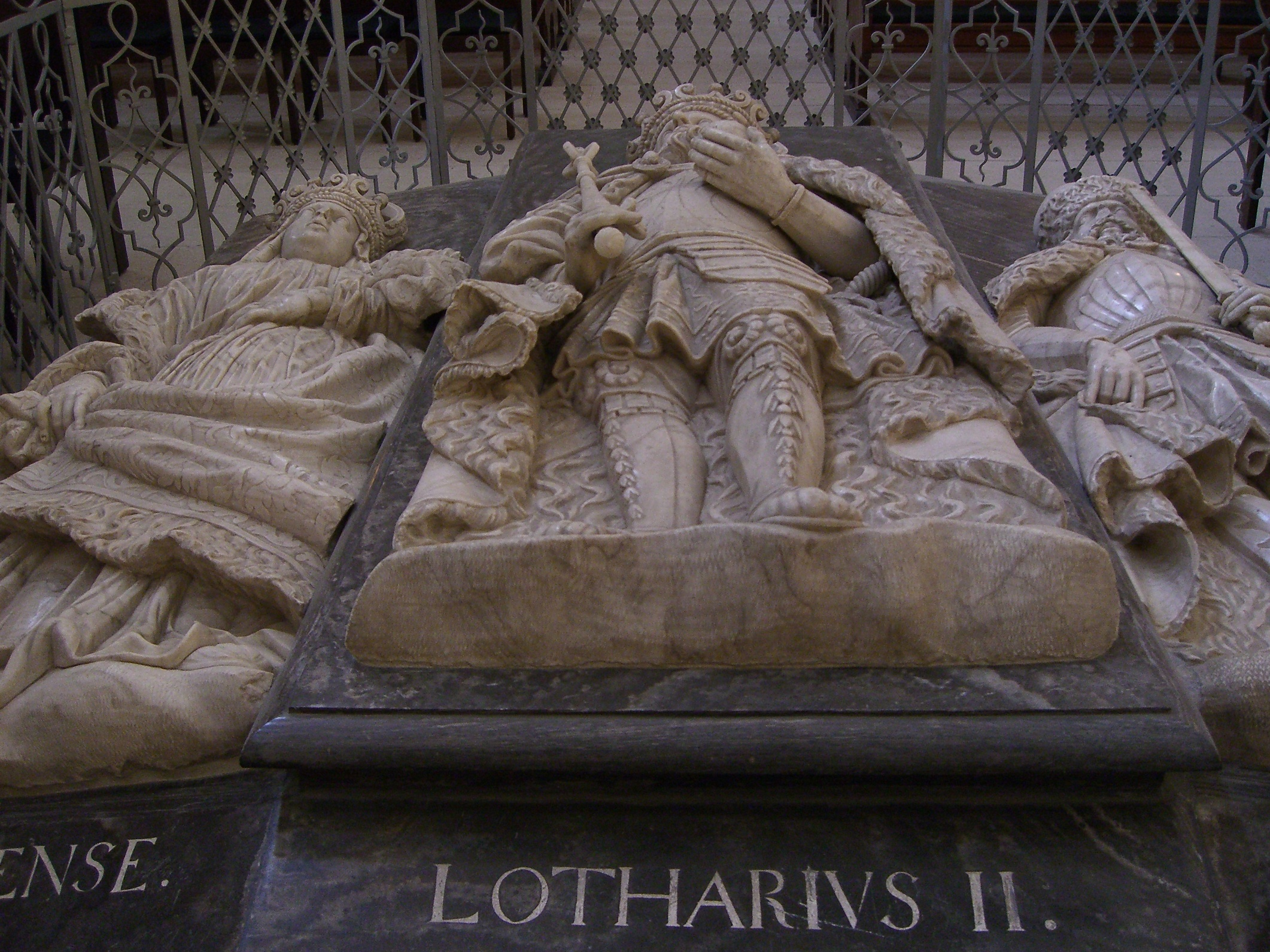
Nagrobek cesarza Lotara III jego żony Rychezy i zięcia Henryka X, księcia Bawarii
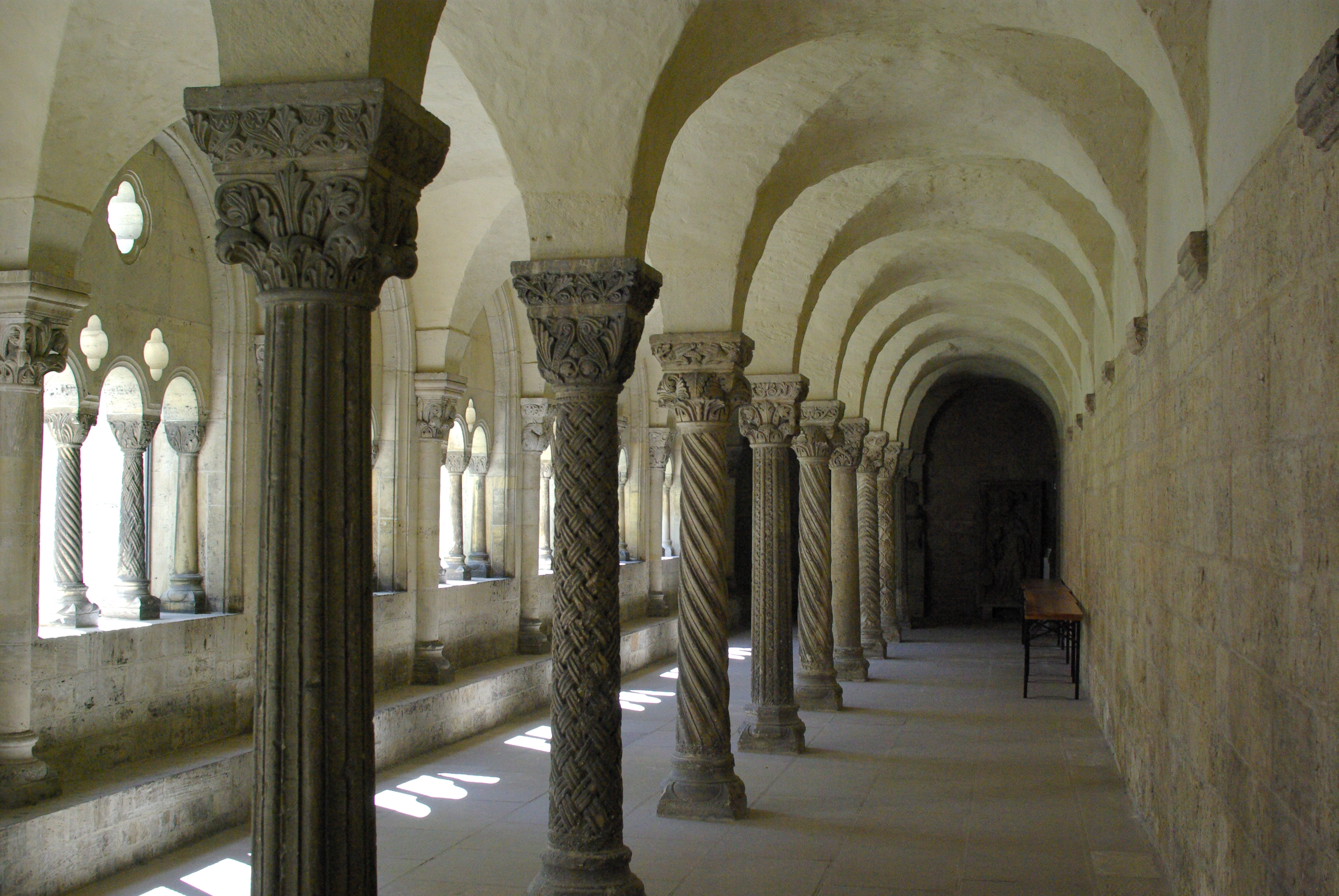
Fragment romańskich krużganków
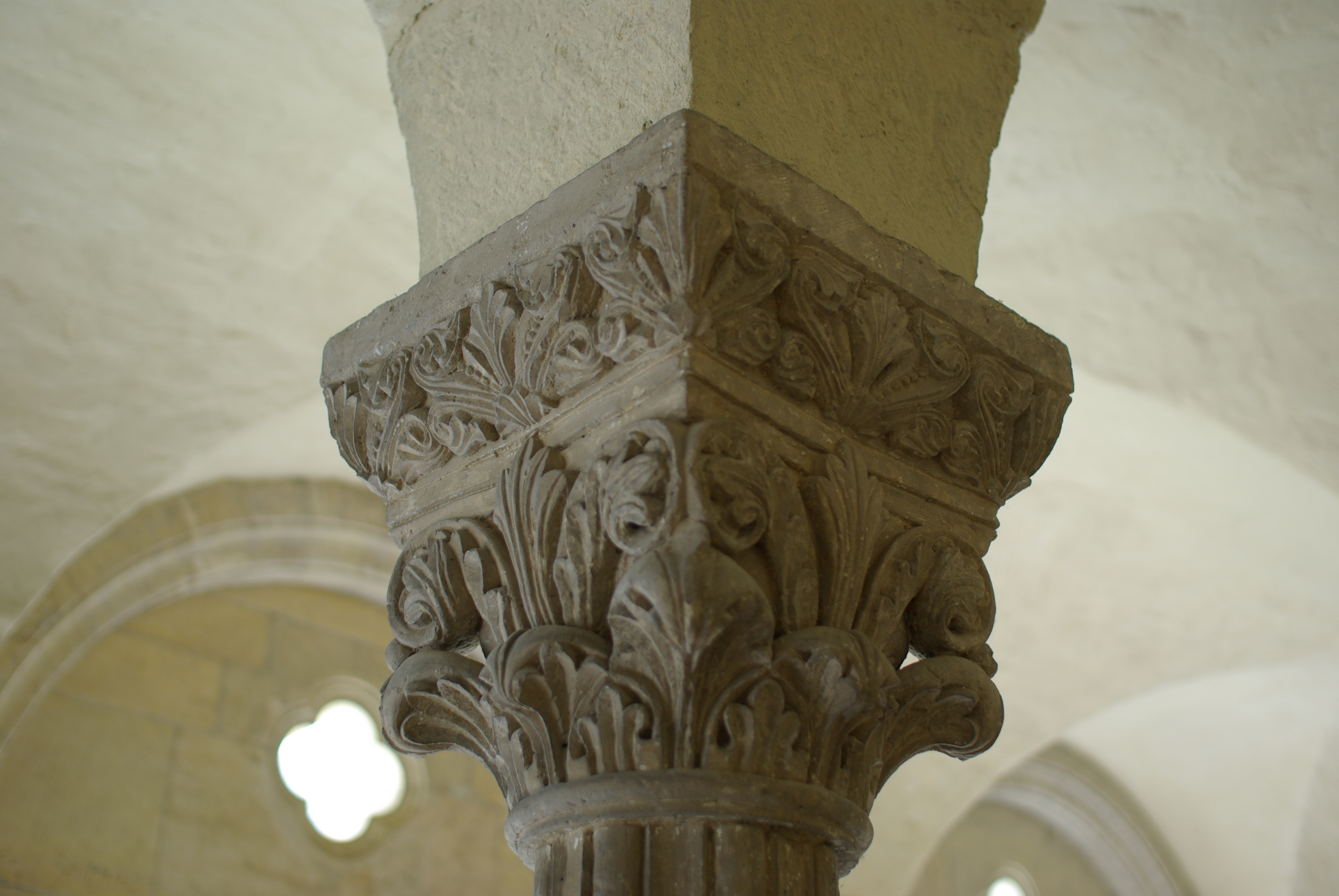
Jeden z romańskich kapiteli kolumny w krużganku